# Andrea Santarelli
Andrea Santarelli, född 3 juni 1993, är en italiensk fäktare som tävlar i värja.

## Karriär
Vid världsmästerskapen i fäktning 2023 i Milano tog Santarelli guld tillsammans med Gabriele Cimini, Davide Di Veroli och Federico Vismara i lagtävlingen i värja.